# Rochus Schüch
Rochus Schüch (auch: Schiech, Schuch und  Roque; * 15. August 1788 in Ranigsdorf bei Mährisch Trübau, Mähren; † 4. März 1844 in Brasilien) war Professor für Mathematik und Naturwissenschaft am Gymnasium von Troppau (Opava), Mineraloge und später Lehrer Erzherzogin Leopoldines sowie Kurator des kaiserlichen Museums für Naturgeschichte.
Er reiste auf Wunsch der Erzherzogin mit der ersten Brasilien-Expedition 1817 und wurde in Rio ihr Hofbibliothekar. Im kaiserlichen Palast legte er mit Leopoldina eine kleine Naturaliensammlung an, Grundstock für das spätere Brasilianische Nationalmuseum. Schüch war Mitglied des Brasilianischen Geographischen Instituts (IHGB), wurde in Brasilien Roque Schuch genannt, und war später auch Lehrer des Sohns von Leopoldina, Pedro II., mit dem auch der Sohn von Schüch, Wilhelm Schüch oder Guilherme Schuch, der spätere Baron von Capanema, befreundet war.
Seine umfangreiche Sammlung brasilianischer Pflanzen befinden sich in der Botanischen Abteilung des Naturhistorischen Museums in Wien. Schüchs Name lebt in der Bezeichnung für eine Art der nach Prinz Eugen benannten Gattung der Familie der Myrtengewächse – Eugenia schuechiana – weiter. Rochus Schüch starb 1844 in Brasilien.